# Nobunaga no Yabō: Haōden
Nobunaga no Yabō: Haōden (信長の野望・覇王伝) est un jeu vidéo de grande stratégie développé et édité par Koei, sorti en 1992 sur PC-98. Il a été adapté sur DOS, FM Towns, 3DO, Mega Drive, Mega-CD, PlayStation, Super Nintendo et Sharp X68000.
Le jeu fait partie de la série Nobunaga's Ambition.